# Torneig de les Sis Nacions 2000
El Torneig de les Sis Nacions de l'any 2000, va ser la primera edició del Torneig de les Sis Nacions amb aquesta denominació, després de la inclusió d'Itàlia en el Torneig de les Cinc Nacions. Tenint en a compte les edicions anteriors com a Quatre Nacions i Cinc Nacions, aquesta va ser la 106a edició d'aquest històric torneig de rugbi de l'hemisferi nord. Aquesta edició del torneig va ser guanyada per Anglaterra, no obstant això no van poder aconseguir el Gran eslam ni la Triple Corona en perdre l'últim partit enfront d'Escòcia. Aquest resultat va ser inesperat, a causa que la selecció escocesa havia perdut tots els anteriors partits.

## Classificació
| Lloc | Selecció   | Partits | Partits  | Partits  | Partits | Punts   | Punts     | Punts | Punts   | Taula de punts |
| Lloc | Selecció   | Jugats  | Guanyats | Empatats | Perduts | A favor | En contra | dif.  | assajos | Taula de punts |
| ---- | ---------- | ------- | -------- | -------- | ------- | ------- | --------- | ----- | ------- | -------------- |
| 1    | Anglaterra | 5       | 4        | 0        | 1       | 183     | 70        | +113  | 20      | 8              |
| 2    | França     | 5       | 3        | 0        | 2       | 140     | 92        | +48   | 12      | 6              |
| 3    | Irlanda    | 5       | 3        | 0        | 2       | 168     | 133       | +35   | 14      | 6              |
| 4    | Gal·les    | 5       | 3        | 0        | 2       | 111     | 135       | -24   | 9       | 6              |
| 5    | Escòcia    | 5       | 1        | 0        | 4       | 95      | 145       | -50   | 9       | 2              |
| 6    | Itàlia     | 5       | 1        | 0        | 4       | 106     | 228       | -122  | 9       | 2              |

## Resultats

### Jornada 1
| Itàlia                                                              | 34–20 (12-10) | Escòcia                                                                  | 5 de febrer 2000 13:00 GMT - Stadio Flaminio, Roma · Assistència: 24.000 espectadors · Àrbitre: Jonathan Kaplan |
| Assaig: de Carli Con: Domínguez CC: Domínguez (6) DG: Domínguez (3) |               | Assaig: Bulloch, M. Leslie Con: Logan, Townsend CC: Townsend DG Townsend | 5 de febrer 2000 13:00 GMT - Stadio Flaminio, Roma · Assistència: 24.000 espectadors · Àrbitre: Jonathan Kaplan |

| Anglaterra                                                                         | 50–18 (25-3) | Irlanda                                                 | 5 de febrer 2000 14:30 GMT - Twickenham, Londres · Assistència: 75.000 espectadors · Àrbitre: Steve Reid Walsh |
| Assaigs: Cohen (2), Tindall, Healey (2), Back Con: Wilkinson (4) CC: Wilkinson (4) |              | Assaigs: Maggs, Galwey Con: Humphreys CC: Humphreys (2) | 5 de febrer 2000 14:30 GMT - Twickenham, Londres · Assistència: 75.000 espectadors · Àrbitre: Steve Reid Walsh |

| Gal·les     | 3–36 (3-9) | França                                                                  | 5 de febrer 2000 16:00 GMT - Millennium Stadium, Cardiff · Assistència: 72.500 espectadors · Àrbitre: Chris White |
| CC: Jenkins |            | Assaigs: Castaignede, Magne, Ntamack Con: Lamaison (3) CC: Lamaison (4) | 5 de febrer 2000 16:00 GMT - Millennium Stadium, Cardiff · Assistència: 72.500 espectadors · Àrbitre: Chris White |

### Jornada 2
| França          | 9–15 (0-9) | Anglaterra        | 19 de febrer 2000 14:00 GMT - Stade de France, París · Assistència: 78.808 espectadors · Àrbitre: Stuart Dickinson |
| CC: Dourthe (3) |            | CC: Wilkinson (5) | 19 de febrer 2000 14:00 GMT - Stade de France, París · Assistència: 78.808 espectadors · Àrbitre: Stuart Dickinson |

| Gal·les                                                                           | 47–16 (30-9) | Itàlia                                                        | 19 de febrer 2000 ? GMT - Millennium Stadium, Cardiff · Assistència: 72.500 espectadors · Àrbitre: Iain Ramage |
| Assaigs: Howarth, Bateman, S.Williams, S.Quinell Con: Jenkins (3) CC: Jenkins (7) |              | Assaig: Visser Con: Domínguez CC: Domínguez (2) DG: Domínguez | 19 de febrer 2000 ? GMT - Millennium Stadium, Cardiff · Assistència: 72.500 espectadors · Àrbitre: Iain Ramage |

| Irlanda | 44–22 (13-10) | Escòcia                                                   | 19 de febrer 2000 16:00 GMT - Lansdowne Road, Dublín · Assistència: 40.000 espectadors · Àrbitre: Joël Dumé |
| Assaigs: O'Driscoll, Humphreys, Wood, Horgan, O'Kelly Con: O'Gara (2), Humphreys (3) CC: O'Gara (2), Humphreys |               | Assaigs: Logan, Metcalfe, Graham Con: Logan (2) CC: Logan | 19 de febrer 2000 16:00 GMT - Lansdowne Road, Dublín · Assistència: 40.000 espectadors · Àrbitre: Joël Dumé |

### Jornada 3
| Escòcia                                             | 16–28 (6-10) | França                                                             | 4 de març 2000 14:00 GMT - Murrayfield, Edimburg · Assistència: 67.500 espectadors · Àrbitre: Steve Lander |
| Assaig: Nicol Con: Paterson CC: Logan, Paterson (2) |              | Assaigs: Magne (2), Castaignede Con: Merceron (2) CC: Merceron (3) | 4 de març 2000 14:00 GMT - Murrayfield, Edimburg · Assistència: 67.500 espectadors · Àrbitre: Steve Lander |

| Anglaterra                                                                           | 46–12 (19-12) | Gal·les                     | 4 de març 2000 14:30 GMT - Twickenham, Londres · Assistència: 73.500 espectadors · Àrbitre: Jim Fleming |
| Assaigs: Cohen, Greening, Hill, Back, Dallaglio Con: Wilkinson (3) CC: Wilkinson (5) |               | CC: Jenkins (3) DG: Jenkins | 4 de març 2000 14:30 GMT - Twickenham, Londres · Assistència: 73.500 espectadors · Àrbitre: Jim Fleming |

| Irlanda                                                                               | 60–13 (28-0) | Itàlia                             | 4 de març 2000 16:00 GMT - Lansdowne Road, Dublín · Assistència: 40.000 espectadors · Àrbitre: Derek Bevan |
| Assaigs: Wood, Dawson, Dempsey, O'Driscoll, Horgan (2) Con: O'Gara (6) CC: O'Gara (6) |              | Assaig: de Rossi CC: Domínguez (2) | 4 de març 2000 16:00 GMT - Lansdowne Road, Dublín · Assistència: 40.000 espectadors · Àrbitre: Derek Bevan |

### Jornada 4
| Itàlia                                 | 12–59 (12-23) | Anglaterra | 18 de març 2000 13:00 GMT - Stadio Flaminio, Roma · Assistència: 30.000 espectadors · Àrbitre: Alan Lewis |
| Assaigs: Martin, Stoica Con: Domínguez |               | Assaigs: Healey (3), Cohen (2), Dawson (2), De Castigo Con: Alex King, Wilkinson (4) CC: Wilkinson (2) DG: Back | 18 de març 2000 13:00 GMT - Stadio Flaminio, Roma · Assistència: 30.000 espectadors · Àrbitre: Alan Lewis |

| Gal·les                                                  | 26–18 (13-3) | Escòcia                                               | 18 de març 2000 13:00 GMT - Millennium Stadium, Cardiff · Assistència: 72.500 espectadors · Àrbitre: David McHugh |
| Assaigs: S.Williams (2) Con: S.Jones (2) CC: S.Jones (4) |              | Assaigs: Townsend, M. Leslie Con: Hodge CC: Hodge (2) | 18 de març 2000 13:00 GMT - Millennium Stadium, Cardiff · Assistència: 72.500 espectadors · Àrbitre: David McHugh |

| Local                                           | 25–27 (13-7) | Irlanda                                                   | 19 de març 2000 - Stade de France, París · Assistència: 65.000 espectadors · Àrbitre: Paul Honiss |
| Assaig: Laussucq Con: Merceron CC: Merceron (6) |              | Assaigs: O'Driscoll (3) Con: O'Gara (3) CC: Humphreys (2) | 19 de març 2000 - Stade de France, París · Assistència: 65.000 espectadors · Àrbitre: Paul Honiss |

### Jornada 5
| França                                                                             | 42–31 (20-17) | Itàlia                                                                   | 1 d'abril 2000 - Stade de France, París · Assistència: 77.000 espectadors · Àrbitre: Pablo Deluca |
| Assaigs: Penaud (2), Castaignede, Pelous, Benazzi Con: Dourthe (4) CC: Dourthe (3) |               | Assaigs: Martin, Troncon (2), Mazzacato Con: Domínguez (4) DG: Domínguez | 1 d'abril 2000 - Stade de France, París · Assistència: 77.000 espectadors · Àrbitre: Pablo Deluca |

| Irlanda                                   | 19–23 (6-10) | Gal·les                                                             | 1 d'abril 2000 - Lansdowne Road, Dublín · Assistència: 40.000 espectadors · Àrbitre: Andrew Cole |
| Assaig: Horgan Con: O'Gara CC: O'Gara (4) |              | Assaigs: S.Jones, Budgett Con: S.Jones (2) CC: S.Jones, Jenkins (2) | 1 d'abril 2000 - Lansdowne Road, Dublín · Assistència: 40.000 espectadors · Àrbitre: Andrew Cole |

| Escòcia                                | 19–13 (9-10) | Anglaterra                                         | 2 d'abril 2000 13.00 GMT - Murrayfield, Edimburg · Àrbitre: Clayton Thomas |
| Assaig: Hodge Con: Hodge CC: Hodge (4) |              | Assaig: Dallaglio Con: Wilkinson CC: Wilkinson (2) | 2 d'abril 2000 13.00 GMT - Murrayfield, Edimburg · Àrbitre: Clayton Thomas |